# Национальная ассоциация Сообщества
Национальная ассоциация Сообщества (англ. National Community Association, фр. Association de la communauté nationale) — политическая партия Вануату. На парламентских выборах 6 июля 2004 года получила 2 места из 52, впервые пройдя в парламент Вануату.
Тогда же, в 2004 году, «Национальная ассоциация Сообщества» участвовала в создании правящей коалиции вместе с Партией Вануаку, Национальной объединённой партией, Республиканской партией и Народной прогрессивной партией.